# 장수왕
장수왕(長壽王, 394년 ~ 491년 음력 12월)은 고구려의 제20대 국왕(재위 : 412년 음력 10월 ~ 491년 음력 12월)이다.
광개토대왕의 맏아들로 휘는 거련(巨連·巨璉) 혹은 연(璉)이다. 97세까지 장수했기 때문에 장수왕이라는 시호가 붙었다. 고구려의 전성기를 이어갔으며 평양으로 천도하여 남진정책을 추진하였고 중국의 남북조와 등거리 외교를 통해 안정을 구가한 국왕이다. 대한민국 충청북도 충주시에 장수왕이 423년에 세운 충주 고구려비(中原 高句麗碑)가 있다.

## 생애

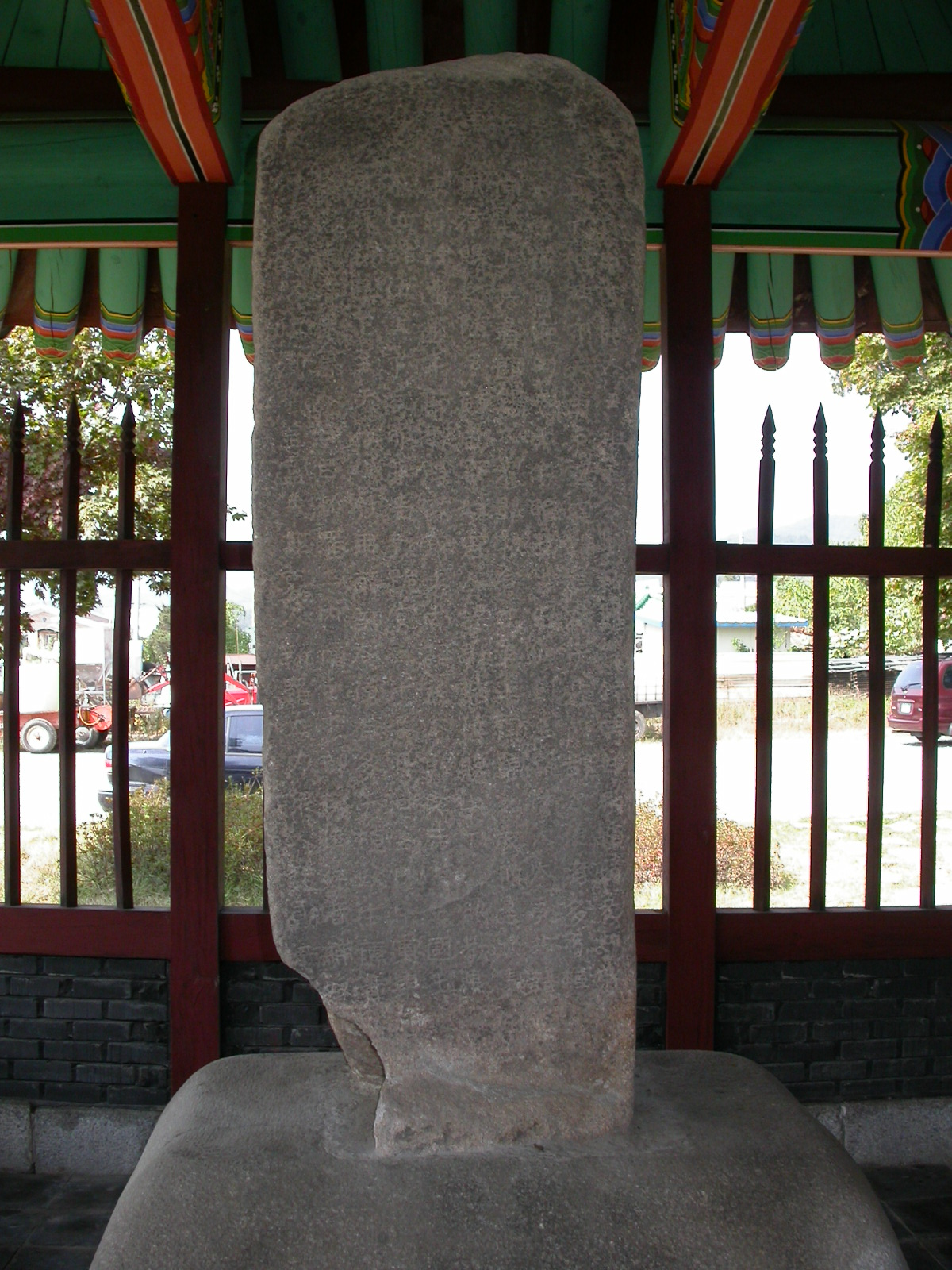
충청북도 충주시 중원 고구려비(中原 高句麗碑)

장수왕은 광개토왕의 맏아들로 394년에 태어났으며, 모후에 대한 기록은 남아 있지 않다. 몸과 얼굴이 크고 잘 생겼으며 뜻과 기운이 호걸을 초월하였다고 하며, 409년에 태자에 책봉되었고, 412년 음력 10월에 광개토왕이 죽자 18살의 나이로 왕위에 올랐다. 연가(延嘉), 연수(延壽), 건흥(建興) 등의 연호가 새겨진 유물이 일부 발견되고 있어 독자적인 연호를 사용하였을 것으로 추정된다. 414년에 광개토 대왕릉비를 건립하여 광개토왕의 업적을 기렸으며, 423년(추정)에는 충주 고구려비를 세워 고구려의 위상을 널리 선포하였다.
장수왕은 내부적으로 왕권의 위상을 높여서 국내성의 귀족세력을 약화시키고, 남진정책을 효율적으로 운영하기 위하여 427년에 평양성으로 천도하였다. 또한 대외적으로는 남조(南朝)의 여러 왕조들과 북조(北朝)의 북위에 모두 화친을 맺고 조공을 바치는 등거리 외교를 통해 정세를 안정시켰다. 북위와는 풍홍의 망명이나 후궁을 보내는 문제로 일시 마찰을 빚기도 하였으나 대체로 꾸준히 우호관계를 유지하였다. 이러한 적극적인 외교를 통해 고구려 및 장수왕의 국제적 위상은 매우 높았으며, 장수왕은 높은 직위로 책봉을 받았고 고구려의 사신 또한 높은 대우를 받았다. 북위는 고구려의 조공을 특별하게 우대하여 472년에는 타국보다 더 자주, 더 많이 조공을 할 수 있게 하였다.
435년, 북연 황제 풍홍이 밀사를 보내 망명을 요청하였으며, 장수왕은 이를 받아들여 이듬해 북연이 북위에 의해 멸망당할 때 군대를 보내 풍홍 및 그 일족들을 구출하였다. 고구려로 도망쳐온 풍홍은 스스로의 세력을 믿고 행패를 부렸으며 이에 장수왕은 풍홍의 태자를 인질로 잡고 시중드는 인원도 몰수하였다. 이에 풍홍은 송나라에 망명을 요청하였으며, 이 사실을 알게 된 장수왕은 군대를 보내 풍홍을 살해하였다. 이때 송나라 사신 왕백구가 군사를 이끌고 고구려군을 공격하여 장수 고구가 죽고 손수가 생포되었는데, 장수왕은 다시 왕백구를 붙잡아 송으로 압송하였다. 고구려와 외교 관계를 망칠 수 없었던 송나라에서는 왕백구를 감옥에 가둬 고구려의 눈치를 본 후 석방하였다.
중국과의 외교 관계가 안정된 가운데 장수왕은 백제를 정벌하는 남진 정책을 추진하였다. 그러나 백제와 신라가 동맹을 맺어 대항하였기 때문에 454년부터 신라와 적대 관계가 되었다. 468년에는 신라의 실직주성을 공격하여 점령하였으며, 이듬해에는 백제가 남쪽 변경을 침공하기도 하였다.
472년, 백제 개로왕은 북위에 사신을 보내 고구려를 공격해 줄 것을 요청하였는데, 북위는 이 사실을 고구려에 알려주었다. 이에 고구려는 백제와 전면전을 준비하는 한편 승려 도림(道琳)을 첩자로 보내 백제의 내정을 정탐하였다. 도림은 바둑으로 개로왕의 환심을 사고 개로왕에게 무리한 토목공사를 일으키게 사주하여 백제의 국력을 소모시키는 물밑 작업을 벌였다. 이후, 장수왕은 475년에 백제를 공격하여 수도 위례성을 함락시키고 개로왕을 사로잡아 살해하는 큰 승리를 거두었다. 481년에는 신라를 공격하여 호명성 등 7개 성을 함락시키고 미질부까지 진격하였다. 이러한 정복 전쟁을 통해 고구려는 한반도 중부 일대를 확고하게 장악하였다.
말년의 장수왕은 정복 전쟁을 그만두고 내치에 힘썼으며, 중국과의 외교 관계도 계속 우호적으로 유지하여 안정을 구가하였다. 그리고 491년 음력 12월, 97세를 일기로 사망하였다. 이 소식을 들은 북위 효문제는 특별히 직접 애도를 표했으며 관작을 추증하고 강왕(康王)이라 시호를 내렸다.

## 가계
- 아버지 : 광개토대왕(廣開土王, 374~412?, 재위:391~392 412/413)
- 어머니 : 미상
- 왕비 : 미상
  - 아들 : 고조다(高助多)
    - 손자 : 문자명왕(文咨明王, ? ~519) - 제21대 국왕

  - 아들 : 고공(高共)[2]
  - 딸 : 공주[3]
  - 할아버지: 고국양왕

## 기년
| 장수왕 | 즉위년 | 1년   | 2년   | 3년   | 4년   | 5년   | 6년   | 7년   | 8년   | 9년   | 10년  | 11년  | 12년  | 13년  | 14년  | 15년  | 16년  | 17년  | 18년  | 19년  |
| 장수왕 | 412년  | 413년 | 414년 | 415년 | 416년 | 417년 | 418년 | 419년 | 420년 | 421년 | 422년 | 423년 | 424년 | 425년 | 426년 | 427년 | 428년 | 429년 | 430년 | 431년 |
| 장수왕 | 임자   | 계축  | 갑인  | 을묘  | 병진  | 정사  | 무오  | 기미  | 경신  | 신유  | 임술  | 계해  | 갑자  | 을축  | 병인  | 정묘  | 무진  | 기사  | 경오  | 신미  |
| 장수왕 | 20년   | 21년  | 22년  | 23년  | 24년  | 25년  | 26년  | 27년  | 28년  | 29년  | 30년  | 31년  | 32년  | 33년  | 34년  | 35년  | 36년  | 37년  | 38년  | 39년  |
| 장수왕 | 432년  | 433년 | 434년 | 435년 | 436년 | 437년 | 438년 | 439년 | 440년 | 441년 | 442년 | 443년 | 444년 | 445년 | 446년 | 447년 | 448년 | 449년 | 450년 | 451년 |
| 장수왕 | 임신   | 계유  | 갑술  | 을해  | 병자  | 정축  | 무인  | 기묘  | 경진  | 신사  | 임오  | 계미  | 갑신  | 을유  | 병술  | 정해  | 무자  | 기축  | 경인  | 신묘  |
| 장수왕 | 40년   | 41년  | 42년  | 43년  | 44년  | 45년  | 46년  | 47년  | 48년  | 49년  | 50년  | 51년  | 52년  | 53년  | 54년  | 55년  | 56년  | 57년  | 58년  | 59년  |
| 장수왕 | 452년  | 453년 | 454년 | 455년 | 456년 | 457년 | 458년 | 459년 | 460년 | 461년 | 462년 | 463년 | 464년 | 465년 | 466년 | 467년 | 468년 | 469년 | 470년 | 471년 |
| 장수왕 | 임진   | 계사  | 갑오  | 을미  | 병신  | 정유  | 무술  | 기해  | 경자  | 신축  | 임인  | 계묘  | 갑진  | 을사  | 병오  | 정미  | 무신  | 기유  | 경술  | 신해  |
| 장수왕 | 60년   | 61년  | 62년  | 63년  | 64년  | 65년  | 66년  | 67년  | 68년  | 69년  | 70년  | 71년  | 72년  | 73년  | 74년  | 75년  | 76년  | 77년  | 78년  | 79년  |
| 장수왕 | 472년  | 473년 | 474년 | 475년 | 476년 | 477년 | 478년 | 479년 | 480년 | 481년 | 482년 | 483년 | 484년 | 485년 | 486년 | 487년 | 488년 | 489년 | 490년 | 491년 |
| 장수왕 | 임자   | 계축  | 갑인  | 을묘  | 병진  | 정사  | 무오  | 기미  | 경신  | 신유  | 임술  | 계해  | 갑자  | 을축  | 병인  | 정묘  | 무진  | 기사  | 경오  | 신미  |

## 대중 문화속에 나타나는 장수왕
- 《태왕사신기》(MBC, 2007년 배우:정윤석)
- 《한국사기》(KBS, 2017년~2017년, 배우:우상전

## 같이 보기
- 한국의 역사
- 삼국 시대

## 참고 자료
- 백제
  - 전지왕 (405년~420년)
  - 구이신왕 (420년~427년)
  - 비유왕 (427년~454년)
  - 개로왕 (454년~475년)
  - 문주왕 (475년~477년)
  - 삼근왕 (477년~479년)
  - 동성왕 (479년~501년)
- 신라
  - 내물 마립간 (356년~402년)
  - 실성 마립간 (402년~417년)
  - 눌지 마립간 (417년~458년)
  - 자비 마립간 (458년~479년)
  - 소지 마립간 (479년~500년)
- 가야
  - 좌지왕 (407년~421년)
  - 취희왕 (421년~451년)
  - 질지왕 (451년~491년)